# Xã Martin, Quận Rock, Minnesota
Xã Martin (tiếng Anh: Martin Township) là một xã thuộc quận Rock, tiểu bang Minnesota, Hoa Kỳ. Năm 2010, dân số của xã này là 382 người.